# Elecciones para gobernador de California de 2010
La elección para gobernador de California de 2010 tuvo lugar el 2 de noviembre para escoger al gobernador de California en la que el demócrata Jerry Brown ganó las elecciones. Las elecciones primarias se celebraron el 8 de junio de 2010. Ya que la constitución estatal de California prohíbe que un gobernador se reelija por un tercer mandato, el gobernador republicano Arnold Schwarzenegger no fue elegible para la reelección. El candidato ganador estuvo en el cargo desde 2011 al 2015. The Cook Political Report y The New York Times calificaron a las elecciones como «empatadas».

## Primaria republicana
|  | 64.4 % |

|  | 26.7 % |

|  | 2.3 % |

|  | 1.7 % |

|  | 1.5 % |

|  | 1.4 % |

|  | 1.0 % |

|  | 1.0 % |

|  | 100 % |

## Primaria demócrata

### Candidatos
|  | 84.4 % |

|  | 4.0 % |

|  | 4.0 % |

|  | 2.3 % |

|  | 2.3 % |

|  | 1.6 % |

|  | 1.4 % |

|  | 100 % |

## Resultados
|  | 53.8 % |

|  | 40.9 % |

|  | 1.7 % |

|  | 1.5 % |

|  | 1.2 % |

|  | 0.9 % |

|  | 100 % |

|  | 59.59 % |